# Kvantefeltteori
En kvantefeltteori er en grundlæggende teori, som beskriver mikroverdenen af elementarpartikler – elektroner, fotoner og andre. Kvantefeltteori generaliserer kvantemekanik for at omfatte relativistiske (meget hurtige) effekter, som opstår ved bevægelse med stor hastighed (næsten lige så stor som den største hastighed – lysets hastighed i vakuum, som betegnes med bogstavet {\displaystyle c}). Fx kan den klassiske feltteori elektrodynamik generaliseres i form af kvanteelektrodynamik for at beskrive kvanteeffekter.
| Fysik | Spire Denne artikel om fysik er en spire som bør udbygges. Du er velkommen til at hjælpe Wikipedia ved at udvide den. |